# Şirvanlı (Oğuz)
Şirvanlı è un comune dell'Azerbaigian situato nel distretto di Oğuz. Conta una popolazione di 824 abitanti.